# Dodji Ananou
Dodji Ananou est un joueur togolais de tennis de table.

## Biographie
Aux Jeux africains de 1978 à Alger, Dodji Ananou remporte la médaille d'or en double mixte avec Odile Akpéné Dédé d'Almeida et la médaille de bronze en simple messieurs.